# Тумановка (Могилёвская область)
Тумановка — деревня в составе Дашковского сельсовета Могилёвского района Могилёвской области Республики Беларусь.

## Географическое положение
Ближайшие населённые пункты: Селец, Веккер, Чернозёмовка.